# 参与式民主
参与式民主，又称半直接民主，是代议民主制向完全的公民社會自治过渡过程中的一种政治制度。
参与式民主鼓励公民直接参与公共事务，無須通過議員代公民表達意見，公民藉直接參與政治，以影響政府的施政。參與式民主強調全體民眾對於政治體系之目標、運作的參與，比起傳統代議式民主更加提倡公民參與以期達到更佳的政治代表性。參與式民主致力於創造讓全民共同做出意義性決定的機會，互联网的发展也为公民的参与提供了有效手段，公民可以足不出户的表达政治意愿，降低政治參與的門檻。